# Sloveense culturele actie
De Sloveense culturele actie (Sloveens: Slovenska kulturna akcija), afgekort SKA,  is een Sloveens cultureel platform voor geëmigreerde Sloveense kunstenaars en intellectuelen in Argentinië. De oprichting in Buenos Aires was een direct gevolg van de vlucht van veel domobranci uit Slovenië aan het eind van de Tweede Wereldoorlog naar Zuid-Amerika. De SKA stelde zich later ook open voor schrijvers, filosofen en kunstenaars die uit de vooroorlogse migratie naar Argentinië voortkwamen en werd van belang voor intellectuelen uit de gehele Sloveense emigratie.